# Aspidiophorus lilloensis
Aspidiophorus lilloensis is een buikharige uit de familie Chaetonotidae. Het dier komt uit het geslacht Aspidiophorus. Aspidiophorus lilloensis werd in 1983 voor het eerst wetenschappelijk beschreven door Grosso & Drahg. 